# ボールドフォーブス
ボールドフォーブス（Bold Forbes、1973年3月31日 - 2000年8月9日）はアメリカ（ケンタッキー州）生産、プエルトリコ・アメリカ調教の競走馬で、アメリカの種牡馬。
1975年にプエルトリコでデビューし、アメリカに移籍したあと、1976年のケンタッキーダービーとベルモントステークスに優勝した。アメリカでの調教師は三冠馬のアファームドを手がけたラザロ・S・バレラ。三冠レースはプエルトリコ出身のアンヘル・コルデロ・ジュニアが騎手を務めた。

## 競走成績

### 2歳時（1975年）
プエルトリコでデビューし、クラシコ・ディア・デ・ロス・パドレスを含めて5戦全勝で、プエルトリコ最優秀2歳牡馬に選出された。
アメリカに移籍後、トレモントS（Sはステークスの略、以下同じ）、G2サラトガスペシャルSと連勝も、一般戦で3着と敗れ、プエルトリコ時代からの連勝は7で止まった。アメリカでの3戦2勝を加え2歳時の成績は8戦7勝。

### 3歳時（1976年）
サンミゲルS2着、G3サンヴィセンテS3着と敗れた後、G2サンハシントS、G3ベイショアS、G1ウッドメモリアルSと3連勝でG1ケンタッキーダービーに挑み、9連勝中（うちG1競走6連勝）で1番人気のオネストプレジャーを振り切って逃げ切り勝ち。二冠目のG1プリークネスSも逃げたが、追走するオネストプレジャー（5着）と共倒れの形となり、エロキューショニストの3着に敗れる。三冠レース最終戦のG1ベルモントSにオネストプレジャーは出走せず、大逃げから首差で際どく逃げ切った。
このあと、一般戦1着、G2ヴォスバーグハンデキャップ2位入線3位降着と言う成績で、3歳時は10戦6勝。エクリプス賞最優秀3歳牡馬に選出された。

## 引退後
3歳シーズンで引退し、1977年からケンタッキー州のストーンファームで種牡馬となった。

### 主な産駒
- Air Forbes Won（ウッドメモリアルステークス）
- ティファニーラス（ケンタッキーオークス、ファンタジーステークス）
- Irish Playboy（ロベールパパン賞）
- Irish Actor（ヤングアメリカステークス）

## 血統表
| ボールドフォーブスの血統  | ボールドフォーブスの血統               | ボールドフォーブスの血統               | （血統表の出典）                       | （血統表の出典）   |
| 父系                      | ボールドルーラー系                     | ボールドルーラー系                     | ボールドルーラー系                     | [ § 2 ]            |
| 父 Irish Castle 1967 鹿毛 | 父の父Bold Ruler 1954 鹿毛             | Nasrullah 1940                         | Nearco 1935                            | Nearco 1935        |
| 父 Irish Castle 1967 鹿毛 | 父の父Bold Ruler 1954 鹿毛             | Nasrullah 1940                         | Mumtaz Begum 1932                      |                    |
| 父 Irish Castle 1967 鹿毛 | 父の父Bold Ruler 1954 鹿毛             | Miss Disco 1944                        | Discovery 1931                         | Discovery 1931     |
| 父 Irish Castle 1967 鹿毛 | 父の父Bold Ruler 1954 鹿毛             | Miss Disco 1944                        | Outdone 1936                           |                    |
| 父 Irish Castle 1967 鹿毛 | 父の母Castle Forbes 1961 栗毛          | Tulyar 1949                            | Tehran 1941                            | Tehran 1941        |
| 父 Irish Castle 1967 鹿毛 | 父の母Castle Forbes 1961 栗毛          | Tulyar 1949                            | Neocracy 1944                          |                    |
| 父 Irish Castle 1967 鹿毛 | 父の母Castle Forbes 1961 栗毛          | Longford 1955                          | Menow 1935                             | Menow 1935         |
| 父 Irish Castle 1967 鹿毛 | 父の母Castle Forbes 1961 栗毛          | Longford 1955                          | Bold Irish 1948                        |                    |
| 母 Comely Nell 1962 鹿毛  | 母の父Commodore M. 1951 鹿毛           | Bull Lea 1935                          | Bulldog1927                            | Bulldog1927        |
| 母 Comely Nell 1962 鹿毛  | 母の父Commodore M. 1951 鹿毛           | Bull Lea 1935                          | Rose Leaves 1916                       |                    |
| 母 Comely Nell 1962 鹿毛  | 母の父Commodore M. 1951 鹿毛           | Early Autumn 1934                      | Jamestown 1928                         | Jamestown 1928     |
| 母 Comely Nell 1962 鹿毛  | 母の父Commodore M. 1951 鹿毛           | Early Autumn 1934                      | Equinoctial 1920                       |                    |
| 母 Comely Nell 1962 鹿毛  | 母の母Nellie L 1940 鹿毛               | Blenheim 1927                          | Blandford 1919                         | Blandford 1919     |
| 母 Comely Nell 1962 鹿毛  | 母の母Nellie L 1940 鹿毛               | Blenheim 1927                          | Malva 1919                             |                    |
| 母 Comely Nell 1962 鹿毛  | 母の母Nellie L 1940 鹿毛               | Nellie Flag 1932                       | American Flag 1922                     | American Flag 1922 |
| 母 Comely Nell 1962 鹿毛  | 母の母Nellie L 1940 鹿毛               | Nellie Flag 1932                       | Nellie Morse 1921                      |                    |
| 母系(F-No.)               | (FN:9-f)                               | (FN:9-f)                               | (FN:9-f)                               | [ § 3 ]            |
| 5代内の近親交配           | Blenheim 5×3=15.62％、Nearco4×5=9.38％ | Blenheim 5×3=15.62％、Nearco4×5=9.38％ | Blenheim 5×3=15.62％、Nearco4×5=9.38％ | [ § 4 ]            |
| 出典                      | 1. 2. 3. 4.                            | 1. 2. 3. 4.                            | 1. 2. 3. 4.                            | 1. 2. 3. 4.        |